# 82년생 김지영 (영화)
《82년생 김지영》은 2019년 10월에 개봉한 대한민국의 영화이다. 조남주 작가의 동명의 소설을 원작으로 하고 있으며, 봄바람영화사의 창립작이자 배우 출신인 김도영 감독의 첫 장편 영화이다. 본 작품은 호주, 홍콩, 대만, 필리핀, 싱가포르, 말레이시아, 베트남, 라오스, 태국 등 세계 37개국에 선판매되었다.

## 줄거리
1982년 봄에 태어난 지영(정유미)은 한때 언니와 함께 세계 일주를 꿈꾸고 커리어우먼을 동경하던 사회 초년생 시절이 있었다. 꿈꾸던 모습은 되지 못했으나 나름 잘해나갈 수 있다고 스스로를 다독여보지만 반복되는 일상에 왠지 모를 답답함을 느끼던 어느 날, 지영은 갑자기 다른 사람이 된 것처럼 말하는 이상 증세를 보인다.

## 캐스팅
- 정유미 : 김지영 역
- 공유 : 정대현 역
- 김미경 : 미숙 역
- 공민정 : 김은영 역
- 박성연 : 김은실 역
- 이봉련 : 혜수 역
- 김성철 : 김지석 역
- 이얼 : 영수 역
- 김미경 : 대현 모 역
- 손성찬 : 대현 부 역
- 강애심 : 지영 친할머니 역
- 박세현 : 고등학생 지영 역
- 김하연 : 12세 지영 역
- 류아영 : 정아영 역
- 김정영 : 최소영 역
- 최희진 : 영호 엄마 역
- 우도임 : 과일가게 딸 역
- 윤사봉 : 정수현 역
- 정형석 : 수현 남편 역
- 이해운 : 광고주 남사원 역
- 이나윤 : 14세 은영 역
- 우지현 : 병식 역
- 이재인 : 박 과장 역
- 이주원 : 정 과장 역
- 김국희 : 수빈 엄마 역
- 어성욱 : 종규 역
- 원춘규 : 김 부장 역
- 이승용 : 남사원 1 역
- 김성태 : 카페직원 1 역
- 금해나 : 워킹맘 역
- 예수정 : 외할머니 역 (특별출연)
- 염혜란 : 과거 스카프 여자 역 (특별출연)

## 참고 사항
- 정유미와 공유는 영화 《부산행》 이후로 3년만에 재회하는 작품이다.

## 개봉
2019년 10월 23일 개봉과 동시에 138,970명의 관객을 동원하며 박스오피스 1위에 올랐고, 10월 27일에는 개봉 4일만에 100만 관객을 돌파했으며 개봉 11일만인 11월 2일에 200만 관객을 돌파했다. 이어 개봉 18일 만인 11월 9일에 300만 관객을 돌파했다.

## 수상 목록
- 2020년 제25회 춘사영화제 신인감독상 (김도영)
- 2020년 제25회 춘사영화제 여우조연상 (김미경)
- 2020년 제40회 한국영화평론가협회상 여우주연상 (정유미)
- 2020년 제40회 한국영화평론가협회상 여자 조연상 (김미경)
- 2020년 제40회 한국영화평론가협회상 영평 10선 (82년생 김지영)
- 2021년 제41회 청룡영화상 인기스타상 (정유미)

## 같이 보기
- 2019년 대한민국의 영화 목록